# Mesochra neotropica
Mesochra neotropica är en kräftdjursart. Mesochra neotropica ingår i släktet Mesochra och familjen Canthocamptidae. Inga underarter finns listade i Catalogue of Life.